# Lutila
Lutila – wieś (obec) na Słowacji położona w kraju bańskobystrzyckim, w powiecie Żar nad Hronem. Pierwsze wzmianki o miejscowości pochodzą z roku 1487. 
Według danych z dnia 31 grudnia 2012, wieś zamieszkiwało 1337 osób, w tym 700 kobiet i 637 mężczyzn.
W 2001 roku rozkład populacji względem narodowości i przynależności etnicznej wyglądał następująco:
- Słowacy – 98,82%
- Czesi – 0,63%
- Niemcy – 0,08%
- Węgrzy – 0,08%

Ze względu na wyznawaną religię struktura mieszkańców kształtowała się w 2001 roku następująco:
- Katolicy rzymscy – 82,21%
- Grekokatolicy – 0,24%
- Ewangelicy – 2,27%
- Ateiści – 11,21%
- Przedstawiciele innych wyznań – 0,16%
- Nie podano – 3,76%